# Shūmatsu no Izetta
Shūmatsu no Izetta (終末のイゼッタ lit. Izetta del fin?), también conocido como Izetta, Die Letzte Hexe, es una serie de anime japonesa. El proyecto fue anunciado a través de la apertura de un sitio web oficial y un video el 10 de junio de 2016. El anime, producido por Ajia-do Animation Works y dirigido por Masaya Fujimori, se emitió desde el 1 de octubre al 17 de diciembre de 2016.

## Sinopsis
Ambientado en una Tierra alternativa durante la Segunda Guerra Mundial, la historia sigue a Izetta, la última miembro de un clan de brujas que poseen la habilidad de manipular mágicamente cualquier objeto que tocan. Izetta jura proteger a la princesa Finé y el pequeño reino de Alpine de una invasión de las fuerzas imperialisticas de Alemania.

## Personajes

### Principales
Izetta (イゼッタ Izetta?)
Seiyū: Himika Akaneya, Skyler McIntosh (inglés)
Izetta, es una bruja de quince años de edad y la última descendiente de las brujas. En el comienzo de la serie, Izetta trató de mantener en secreto su descendencia como bruja viajando por diferentes países con su abuela, a quien le hizo la promesa de no intervenir en los asuntos de los humanos. Con el advenimiento de la guerra, Izetta es capturada por los Germanos para utilizarla como un arma de guerra, pero logra escapar con la Princesa Finé, quien también había sido secuestrada. Luego de ver las consecuencias de la guerra, Izetta le jura protección a su amiga de la infancia, la Princesa Finé y Eysladt, rompiendo así el juramento que le hizo a su abuela.
Ortfiné "Finé" Fredericka von Eylstadt (オルトフィーネ・"フィーネ"・フリーレリカ・フォン・エイルシュタット Orutofīne "Fīne" Furederika fon Eirushutatto?)
Seiyū: Saori Hayami, Mallorie Rodak (inglés)
Finé es la princesa de Eylsdat y la única heredera al trono. Es amada por todo su pueblo debido a su amabilidad y gran determinación. Durante la invasión de Germania a Eylsdat, el padre de Finé muere de una enfermedad, lo cual deja a la princesa heredera como la nueva jefa de Estado y comandante de las fuerzas armadas. Finé conoció a Izetta cuando era pequeña, pero en lugar de temerle como todos los demás, se volvió su mejor amiga. En una ocasión, cuando un aldeano culpó a Izetta de haber prendido fuego una cabaña, Finé corrió a ayudar a su amiga, resultando herida. Debido a su afecto y al rol que jugaron sus ancestros en la muerte de la Bruja Blanca (Weisse Hexe), Finé duda en mandar a Izetta a la batalla contra Germania. 

### Otros
Bianca (ビアンカ Bianka?)
Seiyū: Aya Uchida, Madeleine Morris (inglés)
Bianca es la líder de la Guardia Real de Eylstad y la guardaespalda de la Princesa Finé. En un comienzo desconfiaba de Izetta pero lentamente la última bruja fue ganando su confianza.
Lotte (ロッテ Rotte?)
Seiyū: Nao Tōyama, Jill Harris (inglés)
Elvira Friedmann (エルヴィラ フリードマン Eruvuira Furīdoman?)
Seiyū: Kana Hanazawa, Tia Ballard (inglés)
Arnold Berkmann (アーノルド ベルクマン Ānorudo Berukuman?)
Seiyū: Jun'ichi Suwabe, John Burgmeier (inglés)
Sieghard Müller (ジークハート ミューラ Jīkuhāto Mūra?)
Seiyū: Hiroki Takahashi, Christopher Wehkamp (inglés)
Rickert Bisterfelt (リッケルト ビスタフェルト Rikkeruto Bisutaferuto?)
Seiyū: Natsuki Hanae, Derick Snow (inglés)
Hans Obermayer (ハンス オベルマヤ Hansu Oberumaia?)
Seiyū: Kenn, Haulston Mann (inglés)
Basler (バスラー Basurā?)
Seiyū: Yoshimasa Hosoya, Jeffrey Schmidt (inglés)
Hermann (ヘルマン Heruman?)
Seiyū: Ryōtarō Okiayu, Ben Bryant (inglés)
Tobias (トビアス Tobiasu?)
Seiyū: Junji Majima, Kyle Phillips (inglés)
Görtz (ゲルツ Gerutsu?)
Seiyū: Kōji Yusa, Michael Johnson (inglés)
Elliot (エリオット Eriotto?)
Seiyū: Daisuke Hirakawa, Dave Trosko (inglés)
Rudolf (ルドルフ Rudorufu?)
Seiyū: Toshiyuki Morikawa
Otto (オットー Ottō?)
Seiyū: Kōichi Yamadera

## Media

### Anime
La serie de anime, producida por Ajia-do Animation Works, se emitió desde el 1 de octubre hasta el 17 de diciembre de 2016. El tema de apertura es "Cross the Line" interpretado por Akino con bless4, mientras el tema de cierre es "Hikaru Aru Basho e" (光ある場所へ lit. Hacia un lugar con luz?) interpretado por May'n.

#### Lista de episodios
| #  | Título | Estreno                 |
| -- | --- | ----------------------- |
| 1  | «El comienzo de la guerra» «Tatakai no Hajimari» (たたかいのはじまり (Der Anfang der Schlacht)))             | 1 de octubre de 2016    |
| 2  | «Cicatrices y disparos» «Kizuato to, Jūsei to» (傷跡と銃声と (Mit Narben und Schüssen))                      | 8 de octubre de 2016    |
| 3  | «La espada en los cielos» «Amakakeru Tsurugi» (天駆ける剣 (Das Schwert des Himmels))                         | 15 de octubre de 2016   |
| 4  | «El secreto de la bruja» «Majo no Himitsu» (魔女の秘密 (Das Geheimnis der Hexe))                             | 22 de octubre de 2016   |
| 5  | «Un milagro falso» «Itsuwari no Kiseki» (偽りの奇跡 (Das falsche Wunder))                                    | 29 de octubre de 2016   |
| 6  | «En un día pacífico...» «Odayakana hi ni» (穏やかな日に (An einem ruhigen Tag...))                           | 5 de noviembre de 2016  |
| 7  | «La batalla naval de Sognefjord» «Sogunefyordo Kaise» (ソグネフィヨルド海戦 (Die Seeschlacht im Sognefjord)) | 12 de noviembre de 2016 |
| 8  | «Un cuento cruel» «Zankokuna Otogibanashi» (残酷なおとぎ話 (Das grausame Märchen))                           | 19 de noviembre de 2016 |
| 9  | «El corredor Sellun se incendia» «Zerun kairō moe» (ゼルン回廊、燃ゆ (Der Sellun-Korridor brennt nieder))    | 26 de noviembre de 2016 |
| 10 | «El martillo de hierro de la bruja» «Majo no Tettsui» (魔女の鉄槌 (Der eiserne Hammer der Hexe))             | 3 de diciembre de 2016  |
| 11 | «Finé» «Fīne» (フィーネ (Finé))                                                                              | 10 de diciembre de 2016 |
| 12 | «Izetta» «Izetta» (ゼッタ (Izetta))                                                                          | 17 de diciembre de 2016 |